# Денвер (аэропорт)
Международный аэропорт Денвера (англ. Denver International Airport) — один из крупнейших международных аэропортов в США, расположен в 40 километрах к северо-востоку от центра Денвера.

## Характеристики и история
Денверский Международный аэропорт является самым большим аэропортом США по площади (140 км²) и вторым в мире после аэропорта Король Халид (Саудовская Аравия). ВПП 16R/34L является самой длинной полосой в США, используемой в гражданской авиации.

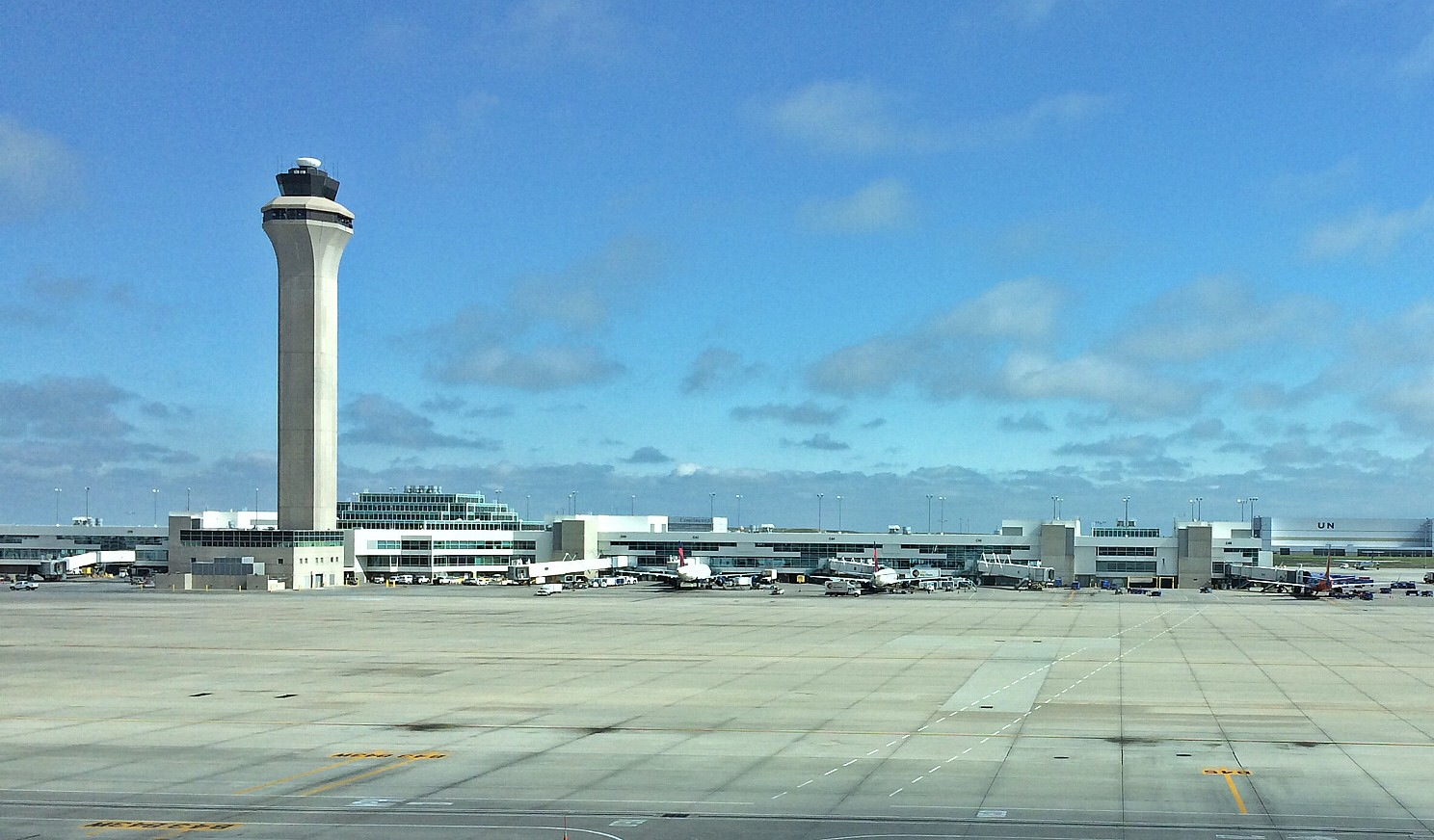
Денвер Терминал А

В 2007 году денверский аэропорт занял 11 место в мире по объёмам пассажирских перевозок — 49 863 389 человек. Также аэропорт занял 5 место в мире по объёму трафика — было совершено 614 169 вылетов/посадок.
Аэропорт был введён в строй в феврале 1995 года, и его стоимость составила 4,8 млрд. Сооружена конструкция в виде скалистых снежных горных вершин, которые являются местной достопримечательностью.
Аэропорт оборудован автоматизированной компьютеризированной системой управления багажом.
В аэропорту обеспечен свободный доступ к Wi-Fi, зона покрытия которого распространяется на большую часть территории аэровокзального комплекса.
Аэропорт соединён с двумя автомагистралями Interstate 70 и E-470.
Денверский аэропорт строился с возможностью дальнейшего свободного расширения. Взлётные полосы расположены в виде свастики, завихрения вокруг пассажирских терминалов и направлены на все стороны света, что позволяет существенно снизить образование очередей из самолётов перед взлётом. Аэропорт в перспективе можно расширить, добавив ещё 6 ВПП, а также новый терминал (имеется 3 терминала и 138 выходов на посадку), не изменяя структуру существующих построек. ВПП 16R/34L является самой длиной полосой, используемых в коммерческих целях в США, что позволяет обеспечить безостановочный приём всех типов воздушных судов аэропортом. Всё это делает денверский аэропорт одним из самых эффективных функциональных аэровокзальных комплексов в мире.
Денверский Международный аэропорт является местом базирования для авиакомпаний Frontier Airlines и вторым узловым аэропортом для United Airlines.

## Интересные факты
Существует несколько теорий заговора вокруг оформления аэропорта, а также его процесса строительства. Так, например, в главном терминале аэропорта висят четыре картины художника Лео Тангумы, символизирующие борьбу человечества против геноцида. Определённые детали этих картин, вроде трёх мёртвых девушек в гробах, мёртвого снежного барса, гигантского солдата в противогазе могут шокировать. Некоторые люди верят в то, что на этих картинах изображены намёки на преображение земли, установление мирового правительства и нового мирового порядка.
Ещё один известный объект искусства на территории аэропорта — десятиметровая скульптура «Синий мустанг» весом более четырёх тонн. Завершающая стадии её создания ознаменовалась трагедией: элемент скульптуры упал на её автора, Луис Хименеса, повредив артерию в ноге, что привело к летальному исходу. Эта история, в сочетании с некоторой демоничностью самой скульптуры (глаза синего мустанга ночью светятся красным) привела к тому что у местных жителей она получила прозвище «Блюцифер» (Blucifer).
Теория заговора касается также огромной площади аэропорта вкупе со слухами об огромных подземных помещениях, которые, по некоторым данным, могут использоваться в качестве концентрационного лагеря.
15 октября 2009 года часть взлетающих самолётов была перенаправлена на другие взлётно-посадочные полосы, когда к аэропорту приблизился воздушный шар, про который сообщалось, что на нём находится шестилетний мальчик. Впоследствии выяснилось, что мальчика на шаре не было — это была мистификация, задуманная его отцом.
Воздушный шар, отслеживаемый вертолётами, отнесло на 60 миль (97 км), его путь прошёл через округа Адамс и Велд. Самолёты были перенаправлены вокруг траектории полета воздушного шара, и Международный аэропорт Денвера был на короткое время закрыт. Воздушный шар наконец приземлился через два часа примерно в 1:35 вечера по местному времени возле Кинсбурга, в 12 милях (19 км) к северо-востоку от международного аэропорта Денвера.

### Комментарии
1. ↑  Словослияние англ. blue «синий, голубой» и Lucifer — Люцифер